# E-9
E-9 é conhecido como o grupo dos nove países em desenvolvimento com a maior população do mundo. Neles, há mais de dois terços dos analfabetos adultos e mais da metade das crianças não escolarizados do mundo, e é formado por: Bangladesh, Brasil, China, Índia,Egito,  Indonésia, México, Nigéria e Paquistão.
É um termo relativamente novo e que começou a ser explorado recentemente, sendo criado durante a Conferência Internacional "Alfabetização feminina para um desenvolvimento integrador e sustentável", organizada pelo governo indiano.